# Jempol
Huyện Jempol là một huyện thuộc bang Negeri Sembilan của Malaysia. Huyện Jempol có dân số thời điểm năm 2010 ước tính khoảng 116354 người.